# Africký pohár národů 2015 (soupisky)
Soupisky na Africký pohár národů 2015, který se hrál v Rovníkové Guinee.
| Zlato                        | Stříbro          | Bronz               |
| ---------------------------- | ---------------- | ------------------- |
| Pobřeží slonoviny • Soupiska | Ghana • Soupiska | DR Kongo • Soupiska |

## Skupina A

### Rovníková Guinea
Hlavní trenér:  Esteban Becker
| Jméno                 | Datum narození | Datum úmrtí | Klub                          |
| Brankáři              | Brankáři       | Brankáři    | Brankáři                      |
| --------------------- | -------------- | ----------- | ----------------------------- |
| Felipe Ovono          | 26.7.1993      |             | Deportivo Mongomo             |
| Aitor Embela          | 17.4.1996      |             | Málaga CF                     |
| Carlos Mosibe         | 12.3.1991      |             | Atlético Malabo               |
| Obránci               |                |             |                               |
| Dani Evuy             | 11.3.1985      |             | bez angažmá                   |
| Igor Engonga          | 4.1.1995       |             | CD Tropezón                   |
| Rui da Gracia         | 28.5.1985      |             | Hibernians FC                 |
| Diosdado Mbele        | 8.4.1997       |             | Vegetarianos FC               |
| Iban Iyanga           | 2.6.1987       |             | Iraklis Psachna FC            |
| Sipo Bohale           | 21.4.1988      |             | AEK Larnaka                   |
| Miguel Ángel Mayé     | 8.12.1990      |             | Akonangui FC                  |
| Záložníci             |                |             |                               |
| Juvenal Edjogo-Owono  | 3.4.1979       |             | FC Santa Coloma               |
| Rubén Belima          | 11.2.1992      |             | Real Madrid Castilla          |
| Javier Balboa         | 13.5.1985      |             | GD Estoril Praia              |
| Kike Boula            | 17.7.1993      |             | RCD Mallorca                  |
| Iván Salvador         | 11.12.1995     |             | Valencia CF Mestalla          |
| Viera Ellong          | 14.6.1987      |             | The Panthers FC               |
| Carlos Martín Briones | 18.2.1985      |             | Europa FC                     |
| Iván Zarandona        | 30.8.1980      |             | Hong Kong Rangers FC          |
| Pablo Ganet           | 4.11.1994      |             | UD San Sebastián de los Reyes |
| Útočníci              |                |             |                               |
| Raúl Fabiani          | 23.2.1984      |             | CD Olímpic de Xàtiva          |
| Emilio Nsue -         | 30.9.1989      |             | Middlesbrough FC              |
| Iván Bolado           | 3.7.1989       |             | FC Pune City                  |
| Roben Nsue            | 21.6.1993      |             | Vegetarianos FC               |

### Burkina Faso
Hlavní trenér:  Paul Put
| Jméno             | Datum narození | Datum úmrtí                     | Klub                      |
| Brankáři          | Brankáři       | Brankáři                        | Brankáři                  |
| ----------------- | -------------- | ------------------------------- | ------------------------- |
| Moussa Fofana     | 31.7.1992      |                                 | Rail Club du Kadiogo      |
| Abdoulaye Soulama | 29.11.1979     | 27. října 2017 (ve věku 37 let) | Accra Hearts of Oak SC    |
| Germain Sanou     | 26.5.1992      |                                 | AS Beauvais Oise          |
| Obránci           |                |                                 |                           |
| Steeve Yago       | 16.12.1992     |                                 | Toulouse FC               |
| Bakary Koné       | 27.4.1988      |                                 | Olympique Lyon            |
| Mohamed Koffi     | 30.12.1986     |                                 | Zamalek SC                |
| Paul Koulibaly    | 24.3.1986      |                                 | Horoya AC                 |
| Issa Gouo         | 9.9.1989       |                                 | AS Kaloum Star            |
| Narcisse Bambara  | 23.6.1989      |                                 | Universitatea Kluž        |
| Wilfried Balima   | 20.3.1985      |                                 | FC Šeriff Tiraspol        |
| Záložníci         |                |                                 |                           |
| Moussa Yedan      | 20.7.1989      |                                 | Al-Ahly SC                |
| Djakaridja Koné   | 22.7.1986      |                                 | Evian Thonon Gaillard FC  |
| Florent Rouamba   | 31.12.1986     |                                 | CA Bastia                 |
| Alain Traoré      | 31.12.1988     |                                 | FC Lorient                |
| Jonathan Pitroipa | 12.4.1986      |                                 | Al Jazira Club            |
| Adama Guira       | 24.4.1988      |                                 | SønderjyskE Fodbold       |
| Jonathan Zongo    | 6.4.1989       |                                 | UD Almería                |
| Charles Kaboré -  | 9.2.1988       |                                 | FK Kubáň Krasnodar        |
| Bertrand Traoré   | 6.9.1995       |                                 | Vitesse                   |
| Préjuce Nakoulma  | 21.4.1987      |                                 | Mersin İdmanyurdu SK      |
| Útočníci          |                |                                 |                           |
| Aristide Bancé    | 19.9.1984      |                                 | Helsingin Jalkapalloklubi |
| Issiaka Ouédraogo | 19.8.1988      |                                 | FC Admira Wacker Mödling  |
| Abdou Traoré      | 28.12.1988     |                                 | Kardemir Karabükspor      |

### Gabon
Hlavní trenér:  Jorge Costa
| Jméno                       | Datum narození | Datum úmrtí | Klub                     |
| Brankáři                    | Brankáři       | Brankáři    | Brankáři                 |
| --------------------------- | -------------- | ----------- | ------------------------ |
| Didier Ovono                | 23.1.1983      |             | KV Oostende              |
| Anthony Mfa Mezui           | 7.3.1991       |             | FC Metz                  |
| Yves Bitséki                | 23.4.1983      |             | US Bitam                 |
| Obránci                     |                |             |                          |
| Aaron Appindangoyé          | 2.2.1992       |             | CF Mounana               |
| Yrondu Musavu-King          | 8.1.1992       |             | SM Caen                  |
| Bruno Ecuele Manga          | 16.7.1988      |             | Cardiff City FC          |
| Johann Obiang               | 5.7.1993       |             | LB Châteauroux           |
| Lloyd Palun                 | 28.11.1988     |             | OGC Nice                 |
| Randal Oto'o                | 23.5.1994      |             | SC Braga                 |
| Henri Junior Ndong          | 23.8.1992      |             | AJ Auxerre               |
| Benjamin Zé Ondo            | 18.6.1987      |             | ES Sétif                 |
| Záložníci                   |                |             |                          |
| Frédéric Bulot              | 27.9.1990      |             | Charlton Athletic FC     |
| Lévy Madinda                | 11.6.1992      |             | Celta de Vigo            |
| Guélor Kanga                | 1.9.1990       |             | FK Rostov                |
| Samson Mbingui              | 9.2.1992       |             | MC El Ulma               |
| André Biyogo Poko           | 7.3.1993       |             | FC Girondins de Bordeaux |
| Alexander N'Doumbou         | 4.1.1992       |             | Olympique Marseille      |
| Romaric Rogombé             | 25.11.1990     |             | AC Léopards              |
| Didier Ibrahim Ndong        | 17.6.1994      |             | FC Lorient               |
| Útočníci                    |                |             |                          |
| Johann Lengoualama          | 29.9.1992      |             | Difaâ El Jadidi          |
| Malick Evouna               | 28.11.1992     |             | Wydad Casablanca         |
| Pierre-Emerick Aubameyang - | 18.6.1989      |             | Borussia Dortmund        |
| Bonaventure Sokambi         | 29.1.1991      |             | ASO Chlef                |

### Konžská republika
Hlavní trenér:  Claude Le Roy
| Jméno                | Datum narození | Datum úmrtí | Klub              |
| Brankáři             | Brankáři       | Brankáři    | Brankáři          |
| -------------------- | -------------- | ----------- | ----------------- |
| Christoffer Mafoumbi | 3.3.1994       |             | US Le Pontet      |
| Chancel Massa        | 28.8.1985      |             | AC Léopards       |
| Pavelh Ndzila        | 12.1.1995      |             | Étoile du Congo   |
| Obránci              |                |             |                   |
| Francis N'Ganga      | 16.6.1985      |             | R. Charleroi SC   |
| Igor N'Ganga         | 14.4.1987      |             | FC Aarau          |
| Boris Moubhio        | 25.10.1988     |             | AC Léopards       |
| Arnold Bouka Moutou  | 28.11.1988     |             | Angers SCO        |
| Dimitri Bissiki      | 17.3.1991      |             | AC Léopards       |
| Marvin Baudry        | 26.1.1990      |             | Amiens SC         |
| Atoni Mavoungou      | 22.12.1996     |             | ACNFF             |
| Záložníci            |                |             |                   |
| Prince Oniangue -    | 4.11.1988      |             | Stade Reims       |
| Delvin N'Dinga       | 14.3.1988      |             | Olympiakos Pireus |
| Franci Litsingi      | 10.9.1986      |             | FK Teplice        |
| Césaire Gandzé       | 6.3.1989       |             | AC Léopards       |
| Chris Malonga        | 11.7.1987      |             | FC Lausanne-Sport |
| Hardy Binguila       | 17.7.1996      |             | CSM Diables Noirs |
| Sagesse Babélé       | 13.2.1993      |             | AC Léopards       |
| Útočníci             |                |             |                   |
| Silvère Ganvoula     | 22.6.1996      |             | Raja Casablanca   |
| Férébory Doré        | 21.1.1989      |             | CFR Kluž          |
| Fabrice Ondama       | 27.2.1988      |             | Wydad Casablanca  |
| Thievy Bifouma       | 13.5.1992      |             | UD Almería        |
| Ladislas Douniama    | 24.5.1986      |             | EA Guingamp       |
| Dominique Malonga    | 8.1.1989       |             | Hibernian FC      |

## Skupina B

### Zambie
Hlavní trenér:  Honour Janza
| Jméno                | Datum narození | Datum úmrtí | Klub                    |
| Brankáři             | Brankáři       | Brankáři    | Brankáři                |
| -------------------- | -------------- | ----------- | ----------------------- |
| Danny Munyao         | 21.1.1987      |             | Red Arrows FC           |
| Kennedy Mweene       | 12.11.1984     |             | Mamelodi Sundowns FC    |
| Joshua Titima        | 20.10.1992     |             | Power Dynamos FC        |
| Obránci              |                |             |                         |
| Donashano Malama     | 1.7.1987       |             | Nkana FC                |
| Christopher Munthali | 2.2.1991       |             | Nkana FC                |
| Roderick Kabwe       | 30.11.1992     |             | Zanaco FC               |
| Davies Nkausu        | 1.1.1986       |             | Bloemfontein Celtic FC  |
| Stoppila Sunzu       | 22.6.1989      |             | Šanghaj Šen-chua        |
| Emmanuel Mbola       | 10.5.1993      |             | Hapoel Ra'anana AFC     |
| Záložníci            |                |             |                         |
| Chisamba Lungu       | 31.1.1991      |             | FK Ural                 |
| Spencer Sautu        | 5.10.1994      |             | Green Eagles FC         |
| Bruce Musakanya      | 25.9.1993      |             | Red Arrows FC           |
| Mukuka Mulenga       | 6.7.1993       |             | Bloemfontein Celtic FC  |
| Lubambo Musonda      | 5.5.1995       |             | Ulisses Jerevan FC      |
| Kondwani Mtonga      | 14.6.1986      |             | Shillong Lajong FC      |
| Rainford Kalaba -    | 14.8.1986      |             | TP Mazembe              |
| Nathan Sinkala       | 23.4.1991      |             | Grasshopper Club Zürich |
| Útočníci             |                |             |                         |
| Ronald Kampamba      | 26.5.1994      |             | Nkana FC                |
| Evans Kangwa         | 21.6.1994      |             | Hapoel Ra'anana AFC     |
| Given Singuluma      | 11.7.1986      |             | TP Mazembe              |
| Emmanuel Mayuka      | 21.11.1990     |             | Southampton FC          |
| Jackson Mwanza       | 6.2.1987       |             | ZESCO United FC         |
| Patrick Ngoma        | 21.5.1997      |             | Red Arrows FC           |

### Tunisko
Hlavní trenér:  Georges Leekens
| Jméno               | Datum narození | Datum úmrtí | Klub                        |
| Brankáři            | Brankáři       | Brankáři    | Brankáři                    |
| ------------------- | -------------- | ----------- | --------------------------- |
| Farúk bin Mustafa   | 1.7.1989       |             | Club Africain               |
| Ajmán Maslúsí       | 14.9.1984      |             | Étoile Sportive du Sahel    |
| Moéz bin Šarífia    | 24.6.1991      |             | Espérance Sportive de Tunis |
| Obránci             |                |             |                             |
| Sjam bin Júsef      | 31.3.1989      |             | FC Astra Giurgiu            |
| Ajmán Abdanúr       | 6.8.1989       |             | AS Monaco FC                |
| Bílel Mohsní        | 21.7.1987      |             | Rangers FC                  |
| Ramí Bedáví         | 19.1.1990      |             | Étoile Sportive du Sahel    |
| Alí Maalúl          | 1.1.1990       |             | CS Sfaxien                  |
| Hamzá Maslúsí       | 25.5.1992      |             | CA Bizertin                 |
| Muhammad Alí Jakúbí | 5.10.1990      |             | Espérance Sportive de Tunis |
| Sálim bin Džemía    | 29.1.1989      |             | Stade Lavallois             |
| Záložníci           |                |             |                             |
| Hucín Ragued        | 11.2.1983      |             | Espérance Sportive de Tunis |
| Júsef Msakní        | 28.10.1990     |             | Al-Duhail SC                |
| Jasín Čikáví -      | 22.9.1986      |             | FC Curych                   |
| Fardžání Sasí       | 18.3.1992      |             | FC Metz                     |
| Stéphane Natír      | 20.1.1984      |             | Club Africain               |
| Muhammad Alí Mansúr | 28.4.1991      |             | CS Sfaxien                  |
| Vahbí Chazrí        | 8.2.1991       |             | FC Girondins de Bordeaux    |
| Džamál Saihí        | 27.1.1987      |             | Montpellier HSC             |
| Útočníci            |                |             |                             |
| Adám Ržaibí         | 5.4.1994       |             | CA Bizertin                 |
| Hamzá Júnés         | 16.4.1986      |             | PFK Ludogorec Razgrad       |
| Amín Čermití        | 26.12.1987     |             | FC Curych                   |
| Ahmád Akaičí        | 23.2.1989      |             | Espérance Sportive de Tunis |

### Kapverdy
Hlavní trenér:  Rui Águas
| Jméno           | Datum narození | Datum úmrtí | Klub                               |
| Brankáři        | Brankáři       | Brankáři    | Brankáři                           |
| --------------- | -------------- | ----------- | ---------------------------------- |
| Vozinha         | 3.6.1986       |             | Progresso Associação do Sambizanga |
| Ken             | 6.6.1994       |             | CD Nacional                        |
| Ivan Cruz       | 3.5.1996       |             | Gil Vicente FC                     |
| Obránci         |                |             |                                    |
| Stopira         | 20.5.1988      |             | Fehérvár FC                        |
| Fernando Varela | 26.11.1987     |             | FCSB                               |
| Kay             | 5.1.1988       |             | FC U Craiova 1948                  |
| Gegé            | 24.2.1988      |             | CS Marítimo                        |
| Nivaldo         | 10.7.1988      |             | FK Teplice                         |
| Jeffrey Fortes  | 22.3.1989      |             | FC Dordrecht                       |
| Carlitos        | 23.4.1985      |             | AEL Limassol                       |
| Záložníci       |                |             |                                    |
| Babanco -       | 27.7.1985      |             | GD Estoril Praia                   |
| Sérgio Semedo   | 23.2.1988      |             | SC Olhanense                       |
| Odaïr Fortes    | 31.3.1987      |             | Stade Reims                        |
| Toni Varela     | 13.6.1986      |             | SBV Excelsior                      |
| Kuca            | 2.8.1989       |             | GD Estoril Praia                   |
| Héldon          | 14.11.1988     |             | Sporting CP                        |
| Garry Rodrigues | 27.11.1990     |             | Elche CF                           |
| Platini         | 16.4.1986      |             | PFK CSKA Sofia                     |
| Nuno Rocha      | 25.3.1992      |             | FC U Craiova 1948                  |
| Calú            | 20.9.1983      |             | Progresso Associação do Sambizanga |
| Útočníci        |                |             |                                    |
| Júlio Tavares   | 19.11.1988     |             | Dijon FCO                          |
| Ryan Mendes     | 8.1.1990       |             | Lille OSC                          |
| Djaniny         | 21.3.1991      |             | Santos Laguna                      |

### DR Kongo
Hlavní trenér:  Florent Ibengé
| Jméno                  | Datum narození | Datum úmrtí | Klub                     |
| Brankáři               | Brankáři       | Brankáři    | Brankáři                 |
| ---------------------- | -------------- | ----------- | ------------------------ |
| Robert Kidiaba         | 1.2.1976       |             | TP Mazembe               |
| Mulopo Kudimbana       | 21.1.1987      |             | RSC Anderlecht           |
| Parfait Mandanda       | 10.10.1989     |             | R. Charleroi SC          |
| Obránci                |                |             |                          |
| Issama Mpeko           | 3.3.1986       |             | Kabuscorp SCP            |
| Jean Kasusula          | 5.8.1986       |             | TP Mazembe               |
| Christopher Oualembo   | 31.1.1987      |             | Académica de Coimbra     |
| Bawaka Mabele          | 9.6.1988       |             | AS Vita Club             |
| Gabriel Zakuani        | 31.5.1986      |             | Peterborough United FC   |
| Joël Kimwaki           | 14.10.1986     |             | TP Mazembe               |
| Cédric Mongongu        | 22.6.1989      |             | Evian Thonon Gaillard FC |
| Chancel Mbemba Mangulu | 8.8.1994       |             | RSC Anderlecht           |
| Záložníci              |                |             |                          |
| Nelson Munganga        | 27.7.1993      |             | AS Vita Club             |
| Cédric Makiadi         | 23.2.1984      |             | Werder Brémy             |
| Youssouf Mulumbu -     | 25.1.1987      |             | West Bromwich Albion FC  |
| Hervé Kage             | 10.4.1989      |             | KRC Genk                 |
| Neeskens Kebano        | 10.3.1992      |             | R. Charleroi SC          |
| Yannick Bolasie        | 24.5.1989      |             | Crystal Palace FC        |
| Cedrick Mabwati        | 8.3.1992       |             | CA Osasuna               |
| Lema Mabidi            | 11.6.1993      |             | AS Vita Club             |
| Útočníci               |                |             |                          |
| Dieumerci Mbokani      | 22.11.1985     |             | FK Dynamo Kyjev          |
| Junior Kabananga       | 4.4.1989       |             | Cercle Brugge KSV        |
| Jeremy Bokila          | 14.11.1988     |             | RFK Achmat Groznyj       |
| Firmin Ndombe Mubele   | 17.4.1994      |             | AS Vita Club             |

## Skupina C

### Ghana
Hlavní trenér:  Avram Grant
| Jméno                  | Datum narození | Datum úmrtí                    | Klub                        |
| Brankáři               | Brankáři       | Brankáři                       | Brankáři                    |
| ---------------------- | -------------- | ------------------------------ | --------------------------- |
| Brimah Razak           | 22.6.1987      |                                | CD Mirandés                 |
| Ernest Sowah           | 31.3.1988      |                                | CS Don Bosco                |
| Fatau Dauda            | 6.4.1985       |                                | Ashanti Gold SC             |
| Obránci                |                |                                |                             |
| Edwin Gyimah           | 9.3.1991       |                                | Mpumalanga Black Aces FC    |
| Mohamed Awal           | 1.5.1988       |                                | Maritzburg United FC        |
| Abdul Rahman Baba      | 2.7.1994       |                                | FC Augsburg                 |
| Daniel Amartey         | 21.12.1994     |                                | FC Kodaň                    |
| Jonathan Mensah        | 13.7.1990      |                                | Evian Thonon Gaillard FC    |
| John Boye              | 23.4.1987      |                                | Kayseri Erciyesspor         |
| Harrison Afful         | 24.6.1986      |                                | Espérance Sportive de Tunis |
| Záložníci              |                |                                |                             |
| Afriyie Acquah         | 5.1.1992       |                                | Parma Calcio 1913           |
| Christian Atsu         | 10.1.1992      | 6. února 2023 (ve věku 31 let) | Everton FC                  |
| Emmanuel Agyemang-Badu | 2.12.1990      |                                | Udinese Calcio              |
| André Ayew             | 17.12.1989     |                                | Olympique Marseille         |
| Wakaso Mubarak         | 25.7.1990      |                                | Celtic FC                   |
| Mohammed Rabiu         | 31.12.1989     |                                | FK Kubáň Krasnodar          |
| Solomon Asante         | 15.9.1990      |                                | TP Mazembe                  |
| Frank Acheampong       | 16.10.1993     |                                | RSC Anderlecht              |
| Útočníci               |                |                                |                             |
| Kwesi Appiah           | 12.8.1990      |                                | Cambridge United FC         |
| Asamoah Gyan -         | 22.11.1985     |                                | Al Ajn FC                   |
| Jordan Ayew            | 11.9.1991      |                                | FC Lorient                  |
| Mahatma Otoo           | 6.2.1992       |                                | Sogndal Fotball             |
| David Accam            | 28.9.1990      |                                | Chicago Fire                |

### Alžírsko
Hlavní trenér:  Christian Gourcuff
| Jméno                     | Datum narození | Datum úmrtí | Klub                 |
| Brankáři                  | Brankáři       | Brankáři    | Brankáři             |
| ------------------------- | -------------- | ----------- | -------------------- |
| Azzadín Dúcha             | 5.8.1986       |             | JS Kabylie           |
| Cédric Si Muhammad        | 9.1.1985       |             | CS Constantine       |
| Raís M'Bolhí              | 25.4.1986      |             | Philadelphia Union   |
| Obránci                   |                |             |                      |
| Madžíd Bughíra -          | 7.10.1982      |             | Fudžajrah FC         |
| Fauzí Ghulám              | 1.2.1991       |             | SSC Neapol           |
| Ljasín Cadamuro bin Taíba | 5.3.1988       |             | CA Osasuna           |
| Rafík Halíš               | 2.9.1986       |             | Qatar SC             |
| Džamil Misbáh             | 9.10.1984      |             | UC Sampdoria         |
| Carl Medžání              | 15.5.1985      |             | Trabzonspor          |
| Ajsa Mandí                | 22.10.1991     |             | Stade Reims          |
| Mahdí Zefáne              | 19.5.1992      |             | Olympique Lyon       |
| Záložníci                 |                |             |                      |
| Rijád Mahriz              | 21.2.1991      |             | Leicester City FC    |
| Mahdí Lasín               | 15.5.1984      |             | Getafe CF            |
| Sufján Fighúlí            | 26.12.1989     |             | Valencia CF          |
| Jasín Brahímí             | 8.2.1990       |             | FC Porto             |
| Nabíl bin Tálib           | 24.11.1994     |             | Tottenham Hotspur FC |
| Fúad Kádir                | 5.12.1983      |             | Real Betis           |
| Abdalmumín Džabú          | 31.1.1987      |             | Club Africain        |
| Safír Taídár              | 29.2.1992      |             | US Sassuolo Calcio   |
| Ahmád Kaší                | 18.11.1988     |             | FC Metz              |
| Útočníci                  |                |             |                      |
| Išak bil Fúdil            | 12.1.1992      |             | Parma Calcio 1913    |
| Islám Slimaní             | 18.6.1988      |             | Sporting CP          |
| Arbí Hilál Súdání         | 25.11.1987     |             | GNK Dinamo Záhřeb    |

### Jihoafrická republika
Hlavní trenér:  Ephraim Mashaba
| Jméno                  | Datum narození | Datum úmrtí                         | Klub                  |
| Brankáři               | Brankáři       | Brankáři                            | Brankáři              |
| ---------------------- | -------------- | ----------------------------------- | --------------------- |
| Darren Keet            | 5.8.1989       |                                     | KV Kortrijk           |
| Nhlanhla Khuzwayo      | 9.2.1990       |                                     | Kaizer Chiefs FC      |
| Jackson Mabokgwane     | 19.1.1988      |                                     | Mpumalanga Black Aces |
| Obránci                |                |                                     |                       |
| Rivaldo Coetzee        | 16.10.1996     |                                     | Ajax Cape Town FC     |
| Eric Mathoho           | 1.3.1990       |                                     | Kaizer Chiefs FC      |
| Siyabonga Nhlapo       | 23.12.1988     |                                     | Bidvest Wits FC       |
| Anele Ngcongca         | 21.10.1987     | 23. listopadu 2020 (ve věku 33 let) | KRC Genk              |
| Thabo Matlaba          | 13.12.1987     |                                     | Orlando Pirates       |
| Thulani Hlatshwayo     | 18.12.1989     |                                     | Bidvest Wits FC       |
| Ayanda Gcaba           | 8.3.1986       |                                     | Orlando Pirates       |
| Záložníci              |                |                                     |                       |
| Andile Jali            | 10.4.1990      |                                     | KV Oostende           |
| Mandla Masango         | 18.7.1989      |                                     | Kaizer Chiefs FC      |
| Bongani Zungu          | 9.10.1992      |                                     | Mamelodi Sundowns FC  |
| Reneilwe Letsholonyane | 9.6.1982       |                                     | Kaizer Chiefs FC      |
| Thamsanqa Sangweni     | 26.5.1989      |                                     | Chippa United FC      |
| Dean Furman -          | 22.6.1988      |                                     | Doncaster Rovers FC   |
| Thuso Phala            | 27.5.1986      |                                     | SuperSport United FC  |
| Themba Zwane           | 3.8.1989       |                                     | Mamelodi Sundowns FC  |
| Oupa Manyisa           | 30.7.1988      |                                     | Orlando Pirates       |
| Útočníci               |                |                                     |                       |
| Bongani Ndulula        | 29.11.1989     |                                     | AmaZulu FC            |
| Sibusiso Vilakazi      | 29.12.1989     |                                     | Bidvest Wits FC       |
| Bernard Parker         | 16.3.1986      |                                     | Kaizer Chiefs FC      |
| Tokelo Rantie          | 8.9.1990       |                                     | AFC Bournemouth       |

### Senegal
Hlavní trenér:  Alain Giresse
| Jméno              | Datum narození | Datum úmrtí | Klub                     |
| Brankáři           | Brankáři       | Brankáři    | Brankáři                 |
| ------------------ | -------------- | ----------- | ------------------------ |
| Bouna Coundoul -   | 4.3.1982       |             | Ethnikos Achnas          |
| Lys Gomis          | 6.10.1989      |             | Trapani Calcio           |
| Papa Demba Camara  | 16.1.1993      |             | FC Sochaux-Montbéliard   |
| Obránci            |                |             |                          |
| Kara Mbodji        | 11.11.1989     |             | KRC Genk                 |
| Papy Djilobodji    | 12.1.1988      |             | FC Nantes                |
| Ludovic Sané       | 22.3.1987      |             | FC Girondins de Bordeaux |
| Cheikh M'Bengue    | 23.7.1988      |             | Stade Rennais FC         |
| Zargo Touré        | 11.11.1989     |             | Le Havre AC              |
| Pape Souaré        | 6.6.1990       |             | Lille OSC                |
| Salif Sané         | 25.8.1990      |             | Hannover 96              |
| Lamine Gassama     | 20.10.1989     |             | FC Lorient               |
| Záložníci          |                |             |                          |
| Alfred N'Diaye     | 6.3.1990       |             | Real Betis               |
| Papakouli Diop     | 19.3.1986      |             | Levante UD               |
| Cheikhou Kouyaté   | 21.12.1989     |             | West Ham United FC       |
| Sadio Mané         | 10.4.1992      |             | Southampton FC           |
| Stéphane Badji     | 29.5.1990      |             | Brann Bergen             |
| Idrissa Gueye      | 26.9.1989      |             | Lille OSC                |
| Henri Saivet       | 26.10.1990     |             | FC Girondins de Bordeaux |
| Útočníci           |                |             |                          |
| Moussa Sow         | 19.1.1986      |             | Fenerbahçe SK            |
| Mame Biram Diouf   | 16.12.1987     |             | Stoke City FC            |
| Dame N'Doye        | 21.2.1985      |             | FK Lokomotiv Moskva      |
| Papiss Cissé       | 3.6.1985       |             | Newcastle United FC      |
| Pape Moussa Konaté | 3.4.1993       |             | FC Sion                  |

## Skupina D

### Pobřeží slonoviny
Hlavní trenér:  Hervé Renard
| Jméno                  | Datum narození | Datum úmrtí                     | Klub                   |
| Brankáři               | Brankáři       | Brankáři                        | Brankáři               |
| ---------------------- | -------------- | ------------------------------- | ---------------------- |
| Boubacar Barry         | 30.12.1979     |                                 | KSC Lokeren            |
| Sylvain Gbohouo        | 29.10.1988     |                                 | Séwé FC                |
| Sayouba Mandé          | 15.6.1993      |                                 | Stabæk Fotball         |
| Obránci                |                |                                 |                        |
| Ousmane Viera          | 21.12.1986     |                                 | Çaykur Rizespor        |
| Kolo Touré             | 19.3.1981      |                                 | Liverpool FC           |
| Siaka Tiéné            | 22.2.1982      |                                 | Montpellier HSC        |
| Jean-Daniel Akpa-Akpro | 11.10.1992     |                                 | Toulouse FC            |
| Serge Aurier           | 24.12.1992     |                                 | Paris Saint-Germain FC |
| Eric Bailly            | 12.4.1994      |                                 | RCD Espanyol           |
| Wilfried Kanon         | 6.7.1993       |                                 | ADO Den Haag           |
| Záložníci              |                |                                 |                        |
| Roger Assalé           | 13.11.1993     |                                 | TP Mazembe             |
| Cheick Doukouré        | 11.9.1992      |                                 | FC Metz                |
| Cheick Tioté           | 21.6.1986      | 5. června 2017 (ve věku 30 let) | Newcastle United FC    |
| Ismaël Diomandé        | 28.8.1992      |                                 | AS Saint-Étienne       |
| Max Gradel             | 30.11.1987     |                                 | AS Saint-Étienne       |
| Yaya Touré -           | 13.5.1983      |                                 | Manchester City FC     |
| Serey Die              | 7.11.1984      |                                 | FC Basilej             |
| Útočníci               |                |                                 |                        |
| Seydou Doumbia         | 31.12.1987     |                                 | PFK CSKA Moskva        |
| Salomon Kalou          | 5.8.1985       |                                 | Hertha BSC             |
| Gervinho               | 27.5.1987      |                                 | AS Řím                 |
| Junior Tallo           | 21.12.1992     |                                 | SC Bastia              |
| Wilfried Bony          | 10.12.1988     |                                 | Swansea City AFC       |
| Lacina Traoré          | 20.5.1990      |                                 | AS Monaco FC           |

### Mali
Hlavní trenér:  Henryk Kasperczak
| Jméno             | Datum narození | Datum úmrtí | Klub                       |
| Brankáři          | Brankáři       | Brankáři    | Brankáři                   |
| ----------------- | -------------- | ----------- | -------------------------- |
| Germain Berthé    | 24.10.1993     |             | Onze Créateurs de Niaréla  |
| Soumbeïla Diakité | 25.8.1984      |             | Esteghlal Chúzistán FC     |
| N'Tji Samaké      | 27.6.1994      |             | CS Duguwolofila            |
| Obránci           |                |             |                            |
| Fousseni Diawara  | 28.8.1980      |             | Tours FC                   |
| Adama Tamboura    | 18.5.1985      |             | Randers FC                 |
| Salif Coulibaly   | 13.5.1988      |             | TP Mazembe                 |
| Idrissa Coulibaly | 19.12.1987     |             | Hassania Agadir            |
| Ousmane Coulibaly | 9.7.1989       |             | PAE Platanias Chanion      |
| Drissa Diakité    | 18.2.1985      |             | SC Bastia                  |
| Mohamed Konaté    | 20.10.1992     |             | RS Berkane                 |
| Molla Wagué       | 21.2.1991      |             | Udinese Calcio             |
| Záložníci         |                |             |                            |
| Tongo Doumbia     | 6.8.1989       |             | Toulouse FC                |
| Yacouba Sylla     | 29.11.1990     |             | Kayseri Erciyesspor        |
| Bakary Sako       | 26.4.1988      |             | Wolverhampton Wanderers FC |
| Sigamary Diarra   | 10.1.1984      |             | Valenciennes FC            |
| Seydou Keita -    | 16.1.1980      |             | AS Řím                     |
| Sambou Yatabaré   | 2.3.1989       |             | EA Guingamp                |
| Mamoutou N'Diaye  | 15.3.1990      |             | SV Zulte-Waregem           |
| Abdou Traoré      | 17.1.1988      |             | FC Girondins de Bordeaux   |
| Útočníci          |                |             |                            |
| Mustapha Yatabaré | 26.1.1986      |             | Trabzonspor                |
| Mohamed Traoré    | 18.11.1988     |             | Al-Merrikh SC              |
| Abdoulay Diaby    | 21.5.1991      |             | Royal Excel Mouscron       |
| Modibo Maïga      | 3.9.1987       |             | FC Metz                    |

### Kamerun
Hlavní trenér:  Volker Finke
| Jméno                    | Datum narození | Datum úmrtí                     | Klub                     |
| Brankáři                 | Brankáři       | Brankáři                        | Brankáři                 |
| ------------------------ | -------------- | ------------------------------- | ------------------------ |
| Guy N'dy Assembé         | 28.2.1986      |                                 | AS Nancy                 |
| Fabrice Ondoa            | 24.12.1995     |                                 | FC Barcelona             |
| Pierre Sylvain Abogo     | 18.7.1993      |                                 | Tonnerre Yaoundé         |
| Obránci                  |                |                                 |                          |
| Nicolas Nkoulou          | 27.3.1990      |                                 | Olympique Marseille      |
| Jérôme Guihoata          | 7.10.1994      |                                 | Valenciennes FC          |
| Ambroise Oyongo          | 22.6.1991      |                                 | New York Red Bulls       |
| Frank Bagnack            | 7.6.1995       |                                 | FC Barcelona             |
| Henri Bedimo             | 4.6.1984       |                                 | Olympique Lyon           |
| Cédric Djeugoué          | 28.8.1992      |                                 | Coton Sport FC de Garoua |
| Aurélien Chedjou         | 20.6.1985      |                                 | Galatasaray SK           |
| Záložníci                |                |                                 |                          |
| Raoul Loé                | 31.1.1989      |                                 | CA Osasuna               |
| Clinton N'Jie            | 15.8.1993      |                                 | Olympique Lyon           |
| Benjamin Moukandjo       | 12.11.1988     |                                 | Stade Reims              |
| Edgar Salli              | 17.8.1992      |                                 | Académica de Coimbra     |
| Georges Mandjeck         | 9.12.1988      |                                 | Kayseri Erciyesspor      |
| Stéphane Mbia -          | 20.5.1986      |                                 | Sevilla FC               |
| Eyong Enoh               | 23.3.1986      |                                 | Standard Lutych          |
| Franck Kom               | 18.9.1991      |                                 | Étoile Sportive du Sahel |
| Patrick Ekeng            | 26.3.1990      | 6. května 2016 (ve věku 26 let) | Córdoba CF               |
| Útočníci                 |                |                                 |                          |
| Léonard Kweuke           | 12.7.1987      |                                 | Çaykur Rizespor          |
| Vincent Aboubakar        | 22.1.1992      |                                 | FC Porto                 |
| Eric Maxim Choupo-Moting | 23.3.1989      |                                 | FC Schalke 04            |
| Franck Etoundi           | 30.8.1990      |                                 | FC Curych                |

### Guinea
Hlavní trenér:  Michel Dussuyer
| Jméno               | Datum narození | Datum úmrtí | Klub                     |
| Brankáři            | Brankáři       | Brankáři    | Brankáři                 |
| ------------------- | -------------- | ----------- | ------------------------ |
| Naby Yattara        | 12.1.1984      |             | AC Arles-Avignon         |
| Abdul Aziz Keita    | 17.6.1990      |             | AS Kaloum Star           |
| Aboubacar Camara    | 1.6.1993       |             | UCAM Murcia CF           |
| Obránci             |                |             |                          |
| Issiaga Sylla       | 1.1.1994       |             | Toulouse FC              |
| Florentin Pogba     | 19.8.1990      |             | AS Saint-Étienne         |
| Fodé Camara         | 17.8.1988      |             | Horoya AC                |
| Kamil Zayatte       | 7.3.1985       |             | Sheffield Wednesday FC   |
| Abdoulaye Cissé     | 30.11.1994     |             | Angers SCO               |
| Baissama Sankoh     | 20.3.1992      |             | EA Guingamp              |
| Mohammed Diarra     | 2.6.1992       |             | Odense BK                |
| Djibril Tamsir Paye | 26.2.1990      |             | SV Zulte-Waregem         |
| Záložníci           |                |             |                          |
| Abdoul Camara       | 20.2.1990      |             | Angers SCO               |
| Ibrahima Traoré -   | 21.4.1988      |             | Borussia Mönchengladbach |
| Guy-Michel Landel   | 7.7.1990       |             | Orduspor                 |
| Kévin Constant      | 15.5.1987      |             | Trabzonspor              |
| Ibrahima Conté      | 3.4.1991       |             | RSC Anderlecht           |
| Lanfia Camara       | 3.10.1986      |             | KRC Mechelen             |
| Naby Keïta          | 10.2.1995      |             | FC Red Bull Salzburg     |
| Boubacar Fofana     | 6.11.1989      |             | CD Nacional              |
| Seydouba Soumah     | 11.6.1991      |             | ŠK Slovan Bratislava     |
| Útočníci            |                |             |                          |
| Mohamed Yattara     | 28.7.1993      |             | Olympique Lyon           |
| Idrissa Sylla       | 3.12.1990      |             | SV Zulte-Waregem         |
| François Kamano     | 2.5.1996       |             | SC Bastia                |